# Этиллитий
Этиллитий — металлоорганическое соединение лития с формулой LiCH2СH3, бесцветные кристаллы, растворимые в органических растворителях, существует в виде тетра- и гексамеров.

## Получение
- Реакция лития и бромистого этила:

{\displaystyle {\mathsf {2Li+CH_{3}CH_{2}Br\ {\xrightarrow {}}\ LiCH_{2}CH_{3}+LiBr}}}
- Реакция лития и диэтилртути:

{\displaystyle {\mathsf {2Li+Hg(CH_{2}CH_{3})_{2}\ {\xrightarrow {}}\ 2LiCH_{2}CH_{3}+Hg}}}

## Физические свойства
Этиллитий образует в полярных растворителях (эфиры, тетрагидрофуран) и в кристалле тетрамерную форму (LiС2H5)4 — искажённый куб.
В неполярных растворителях (бензол, углеводороды) — гексамеры (LiС2H5)6.
Возгоняется в вакууме при 70-80°С.

## Химические свойства
- Окисляется кислородом воздуха с самовоспламенением.
- Бурно реагирует с водой, что используется для сушки органических растворителей и анализа количества воды в растворителях:

{\displaystyle {\mathsf {LiCH_{2}CH_{3}+H_{2}O\ {\xrightarrow {}}\ LiOH+C_{2}H_{6}\uparrow }}}

## Применение
- В органическом синтезе.
- В количественном анализе.